# Milivoje Mlađenović
Milivoje Mlađenović (Kojčinovac kod Bijeljine, Bosna i Hercegovina 1959.), pisac
Diplomirao na Filološkom fakultetu, 1982. godine, grupa za jugoslavenske književnosti i srpskohrvatski jezik - smjer književno-publicistički. Magistarsku tezu pod naslovom "Književni prauzori u dramama za decu Aleksandra Popovića" obranio na Učiteljskom fakultetu u Somboru 2002.
Radio novinarske poslove (od 1982. do 1989.), bio ravnatelj Narodnog pozorišta u Somboru (od 1989. do 2000. godine), potom urednik kazališnih izdanja u ovom kazalištu  (od 2000. do 2002. godine). Za asistenta za predmete Scenska umetnost i Dramski i recitatorski tečaj na Učiteljskom fakultetu Sombor izabran 2003. godine. Iste godine imenovan za upravnika Srpskog narodnog pozorišta u Novom Sadu.
Osim znanstvenih radova iz oblasti metodike nastave književnosti, piše i objavljuje kazališnu i književnu kritiku, eseje, reportaže, scenarije televizijskih emisija, urednik je brojnih specijaliziranih kazališnih emisija, pisac aforizama, kazališnih komada za djecu, putopisac. Autor je knjiga  "Baš čelik i druge za pozornicu udešene bajke", Zmajeve dečje igre, Novi Sad, 1997., "Putopisi iz pozorišta", Spektarbook, Sombor, 1997., "Zez-rez"(aforizmi), Informativni centar, Sombor, 1992., "Scenske bajke Aleksandra Popovića" (studija), Pozorišni muzej Vojvodine, Novi Sad, 2005.
Za izuzetan doprinos razvoju kazališne umjetnosti u Srbiji, dobitnik je nagrade "Nikola Petrović Peca" za 1996. godinu. Zlatna povelja "Laza Kostić" za najbolju novinsku reportažu dodijeljena mu je na Međunarodnom festivalu reportaže "Interfer”, 1997. godine, a II. nagrada za kazališni esej na kazališnom festivalu "Dani Milivoja Živanovića" u Požarevcu, 2002. godine.